# Maison de pain d'épices

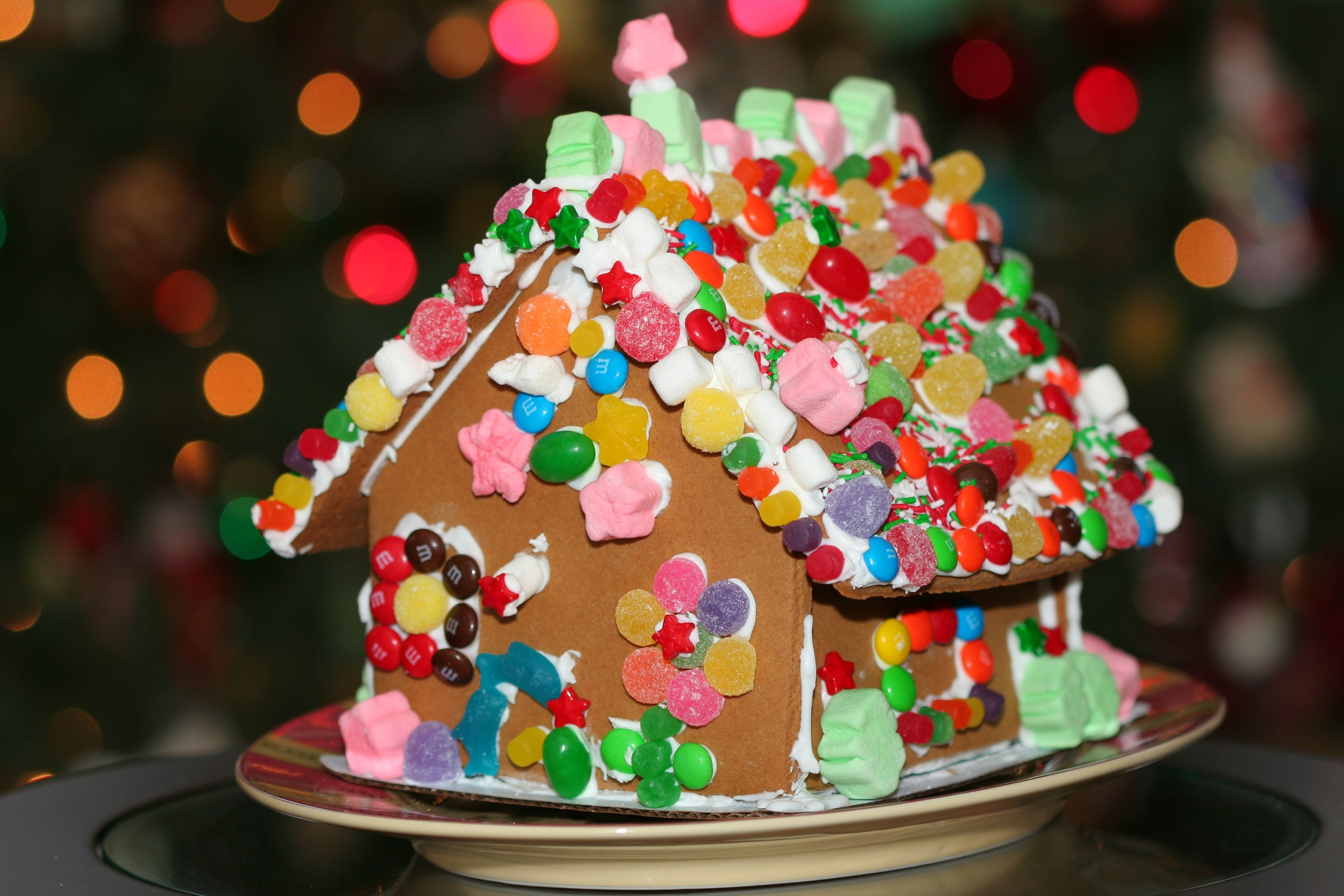
Exemple d'une maison de pain d'épices.

La maison de pain d'épices est une pâtisserie fantaisie, faite de pâte à biscuit afin de former une maison. Ces maisons, recouvertes de divers bonbons et glaçage, sont des décorations de Noël, souvent construites par les enfants avec l'aide de leurs parents. 

## Histoire
Le pain de miel, ancêtre du pain d'épices, était connu dans l'Antiquité. Les historiens de l'alimentation affirment que le gingembre assaisonne les aliments et les boissons depuis l'Antiquité. 
On pense que le pain d'épices a été cuit pour la première fois en Europe à la fin du XIe siècle, lorsque les croisés qui revenaient du Moyen-Orient ont ramené la pratique du pain d'épices. Le gingembre n'était pas seulement savoureux, il avait des propriétés qui permettaient de conserver le pain. 
Selon la légende française, le pain d'épices a été apporté en Europe en 992 par le moine arménien Grégoire de Nicopolis. Il a vécu pendant sept ans à Bondaroy en France, où il a enseigné la cuisine du pain d'épices à des prêtres et à d'autres chrétiens.

## Galerie

Maisons de pain d'épices
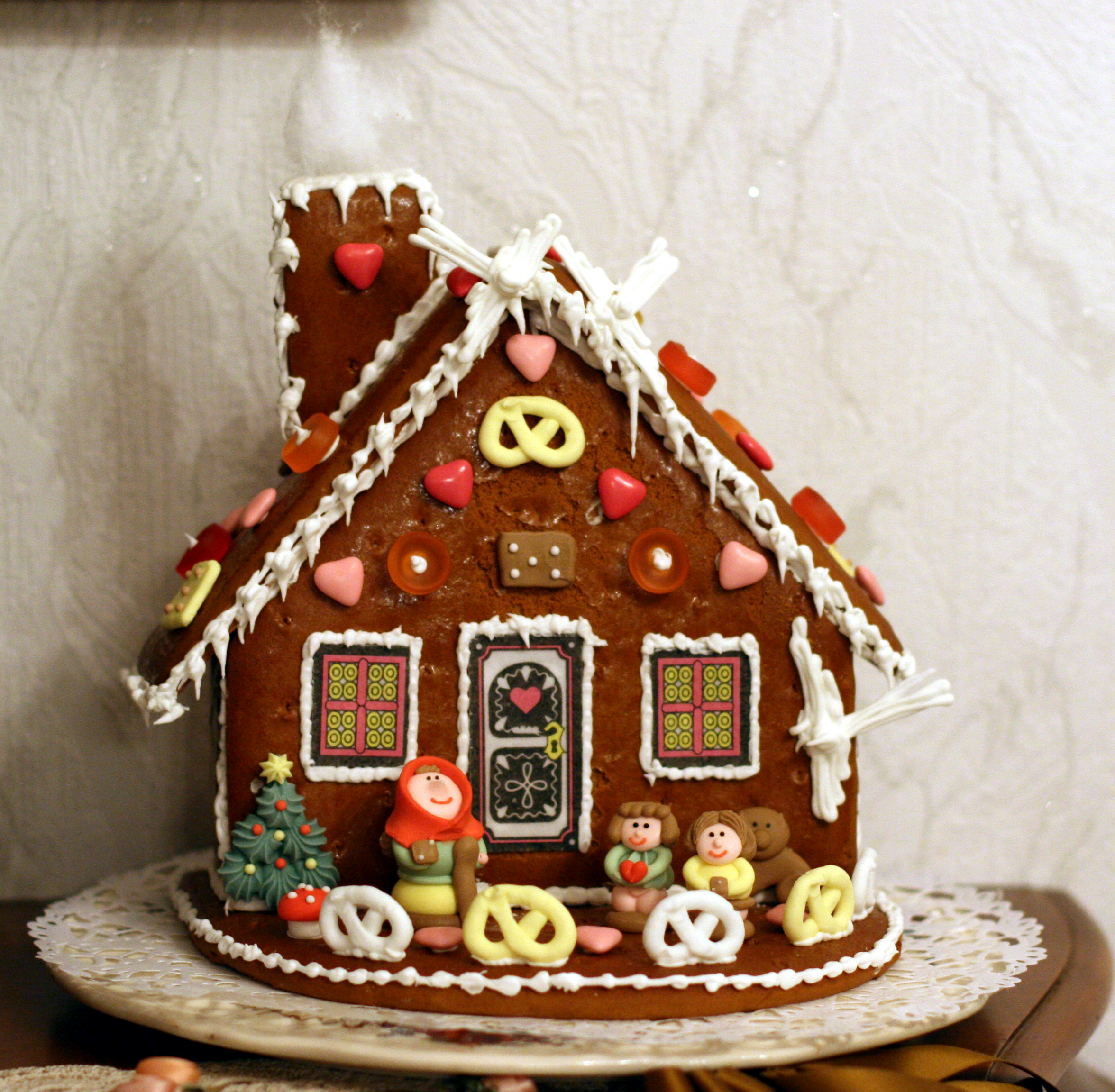
Avec sucreries.
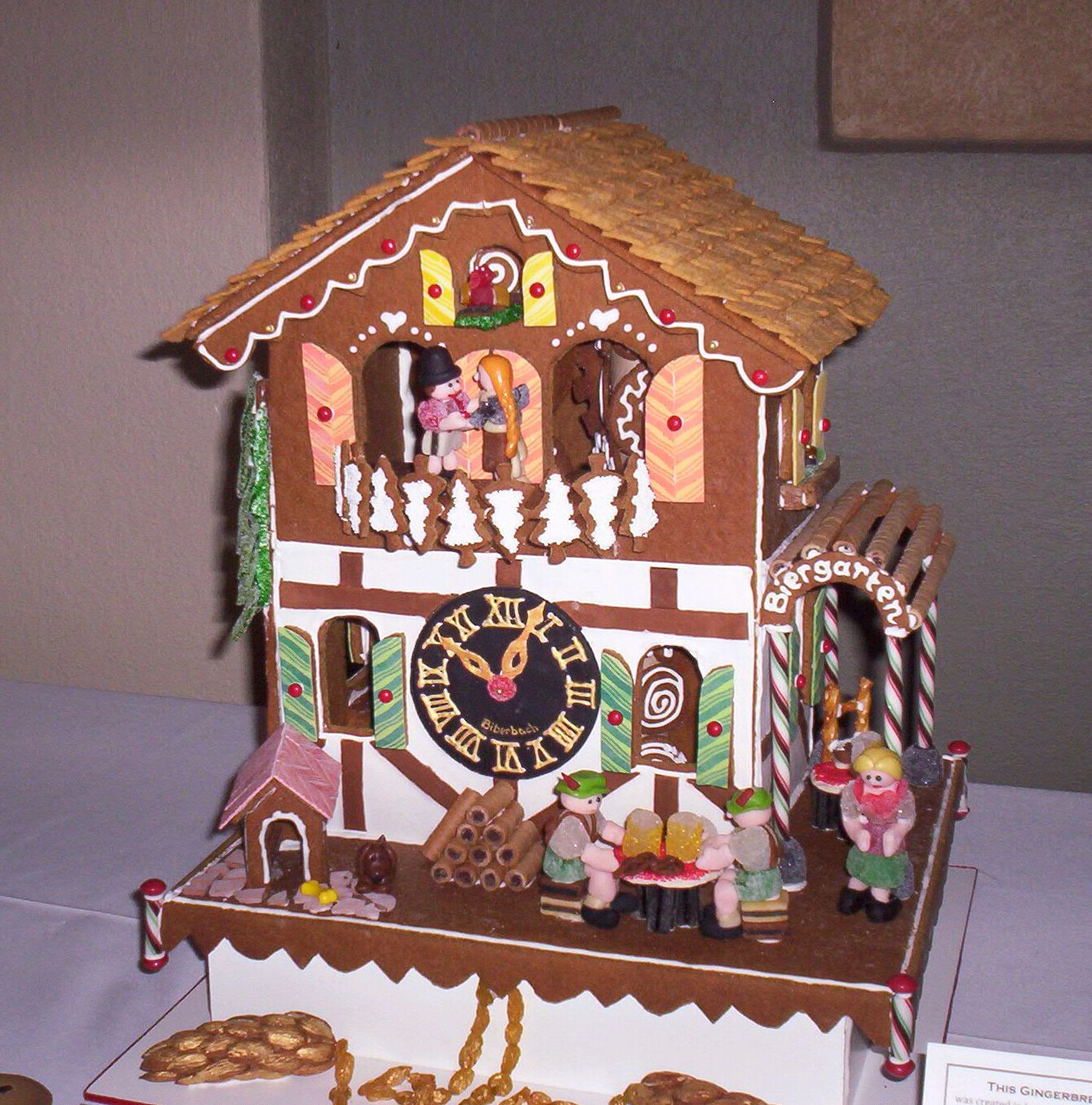
En forme de coucou.
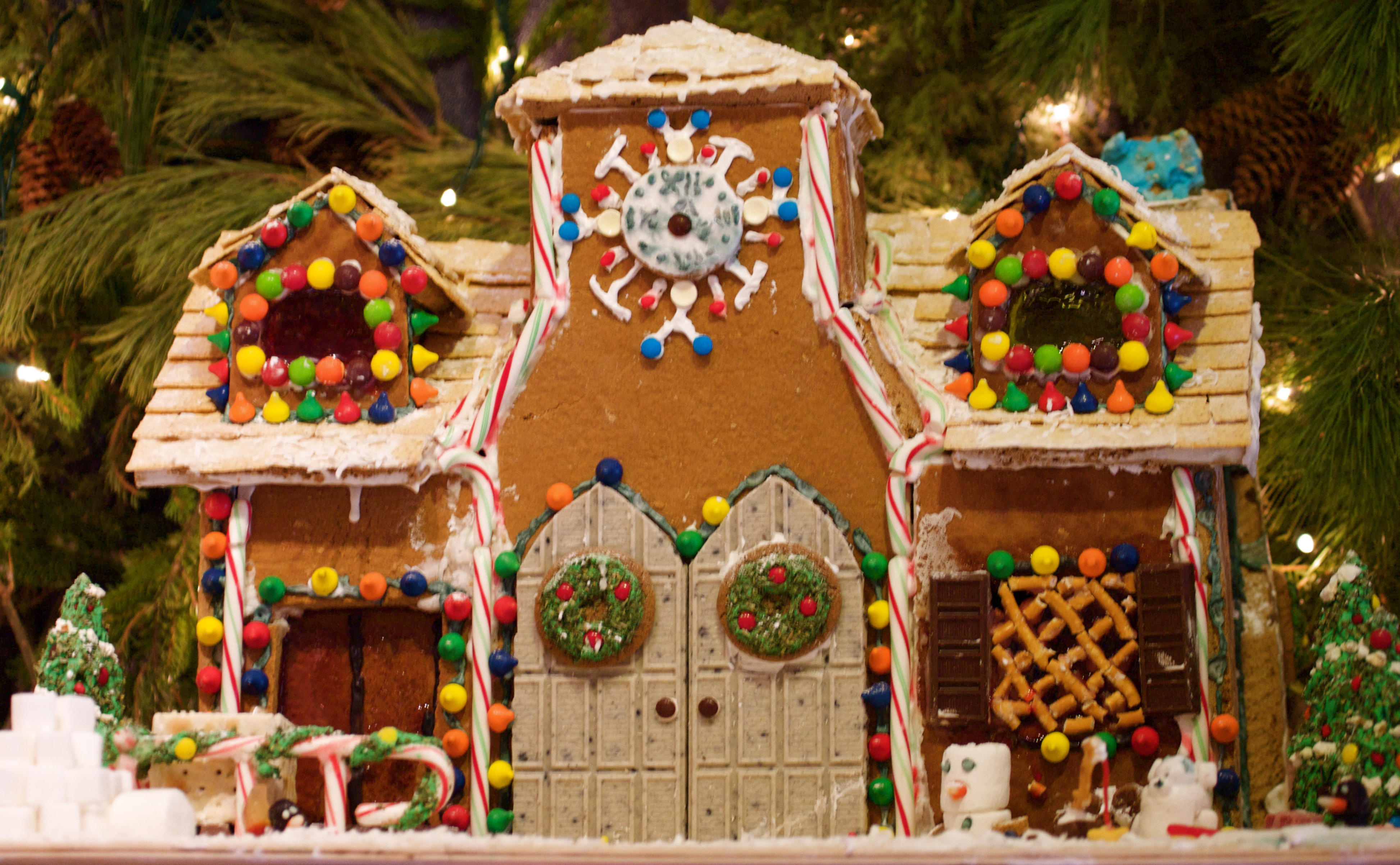
Avec double portes.
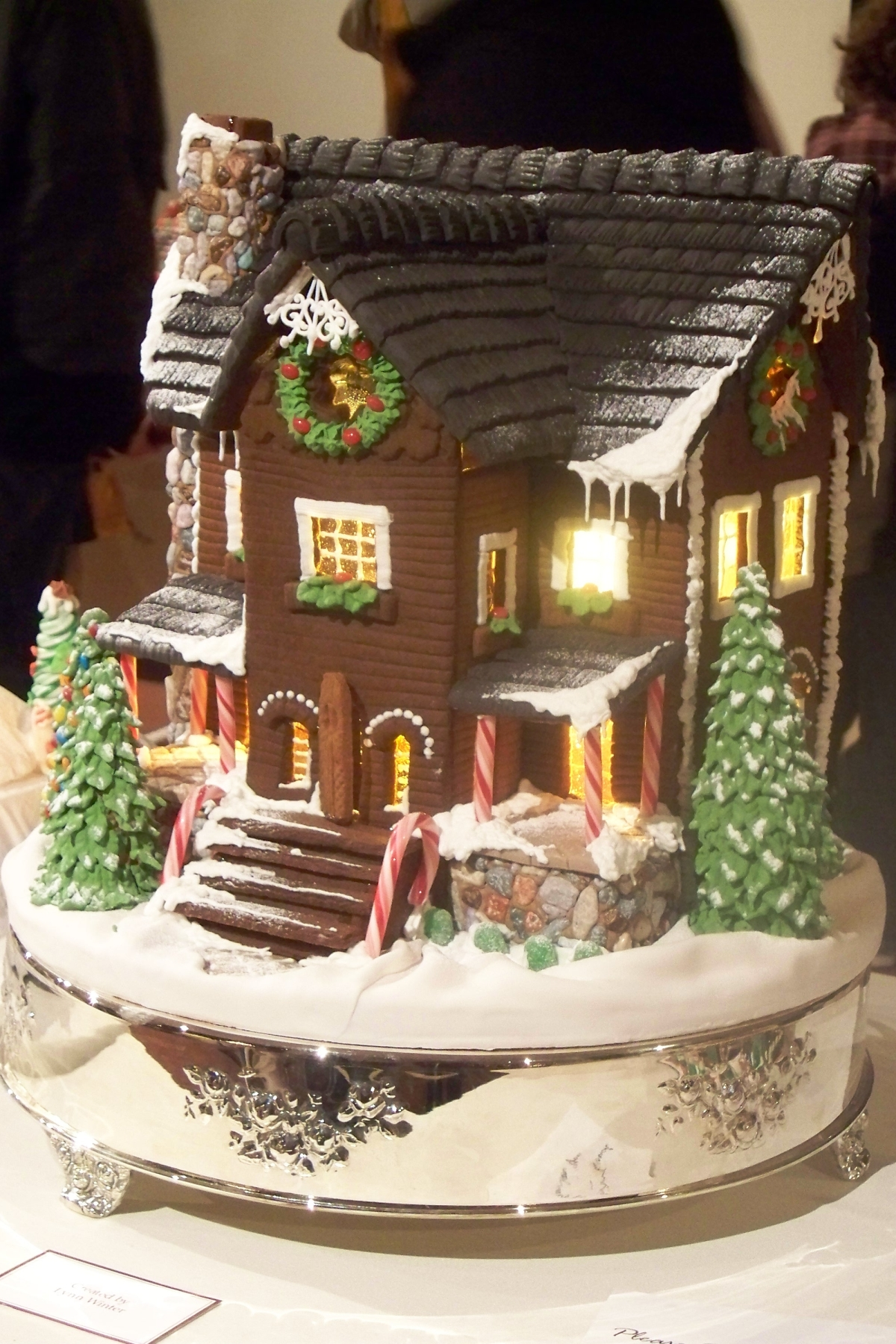
Avec escalier et sapins de Noël.
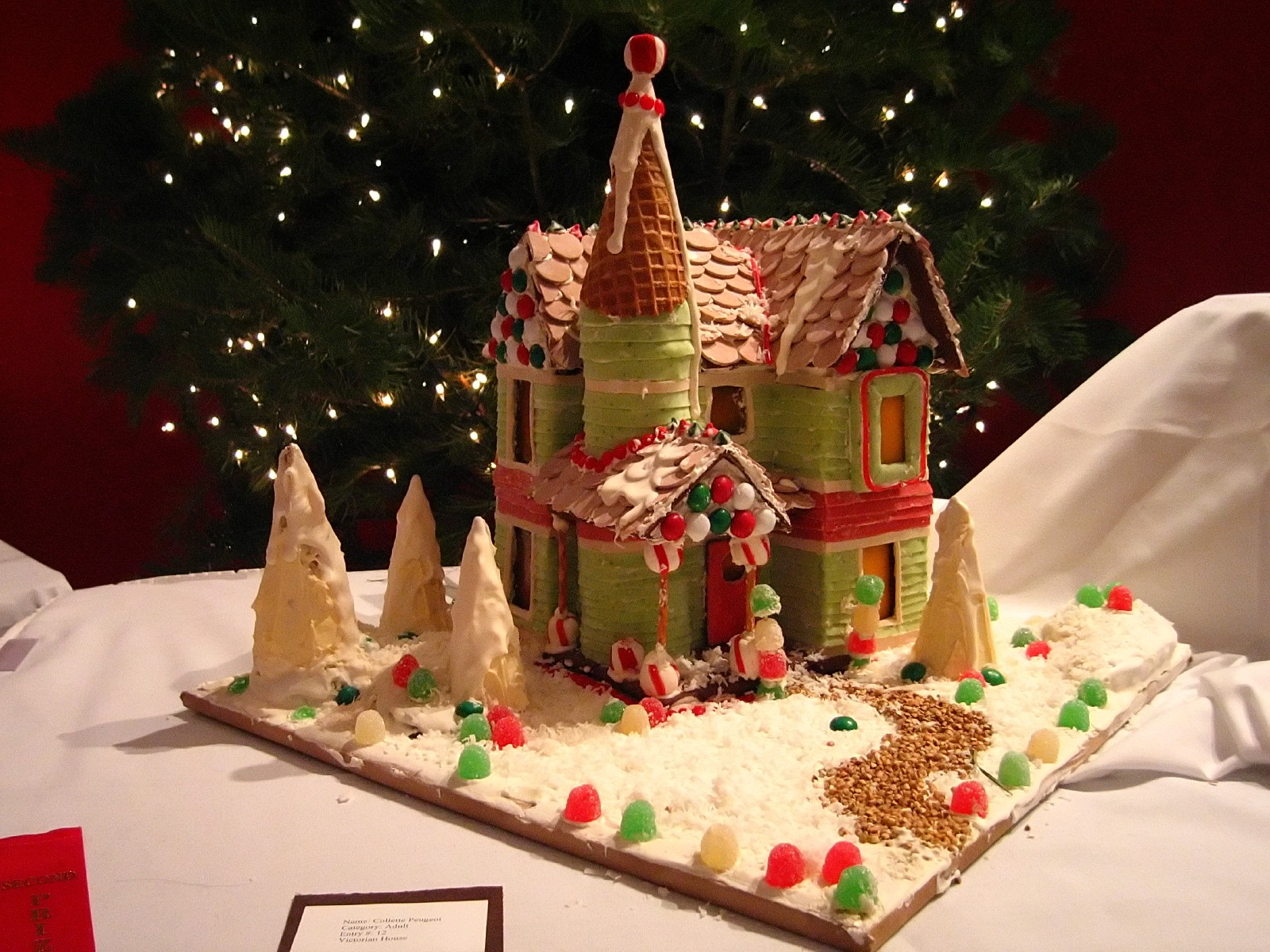
Avec chemin.
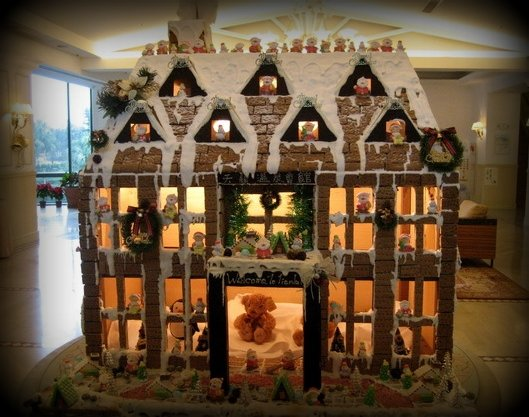
Avec éclairage.
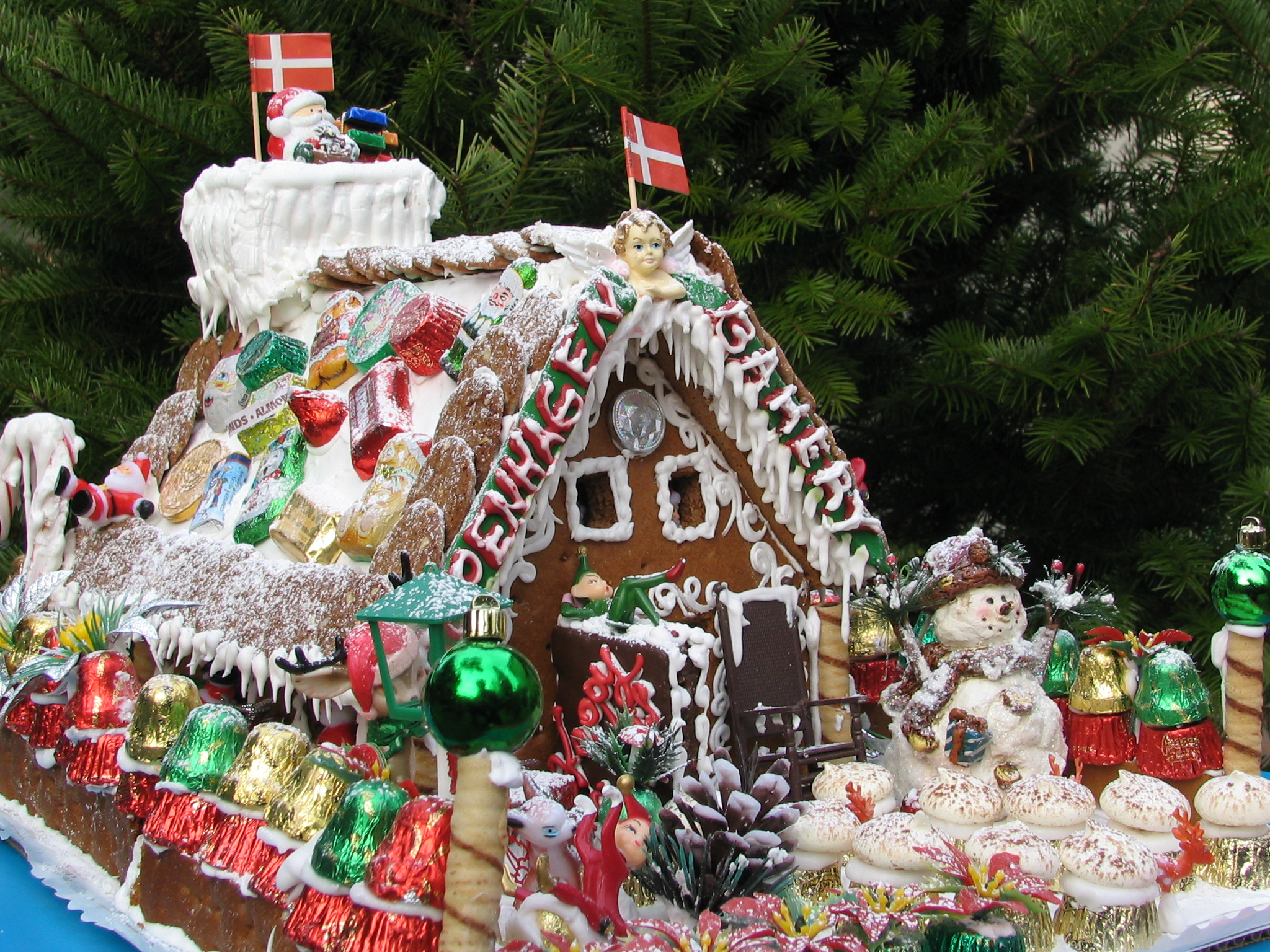
Avec bonhomme de neige.
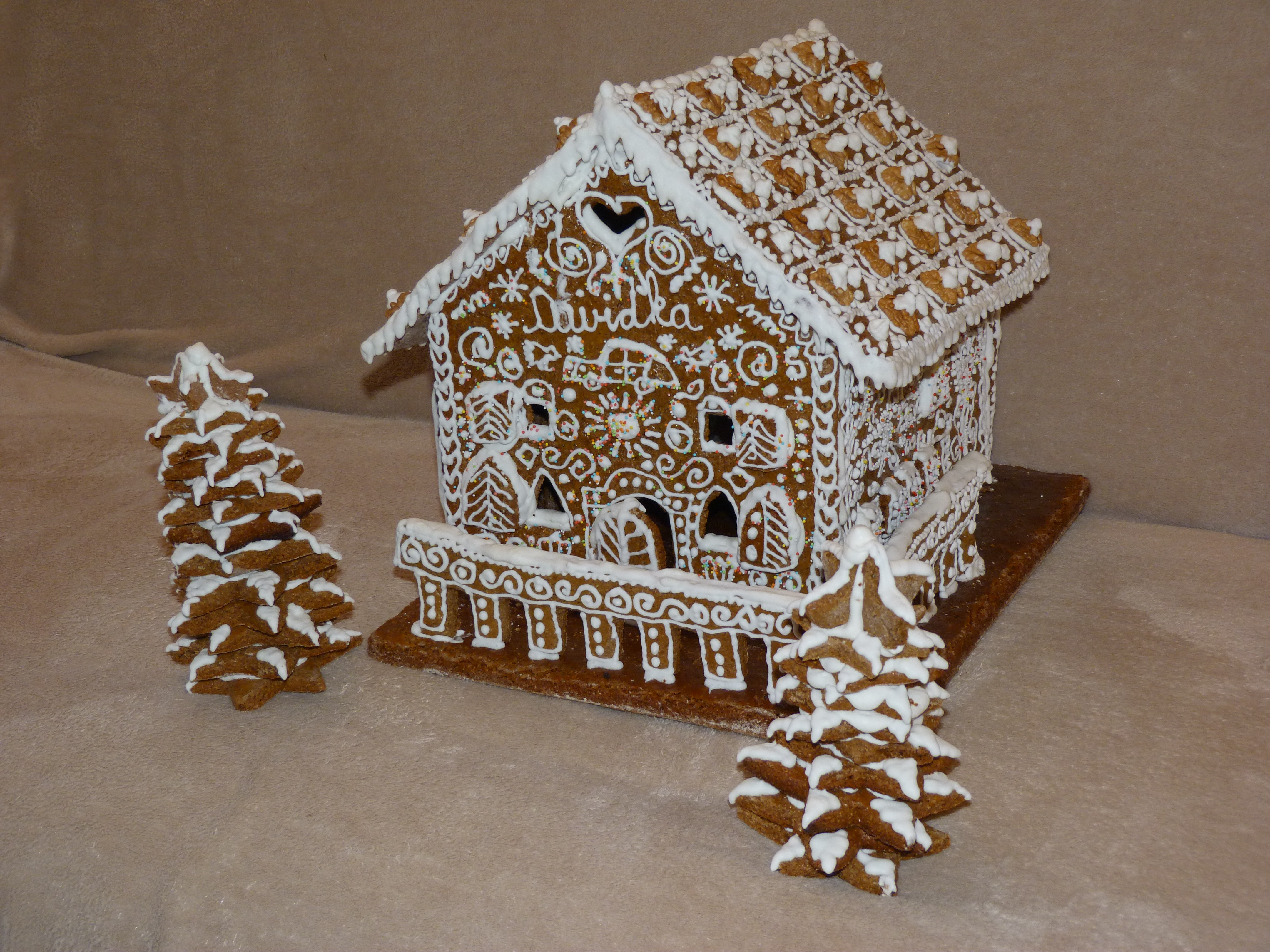
Avec décoration de Noël.
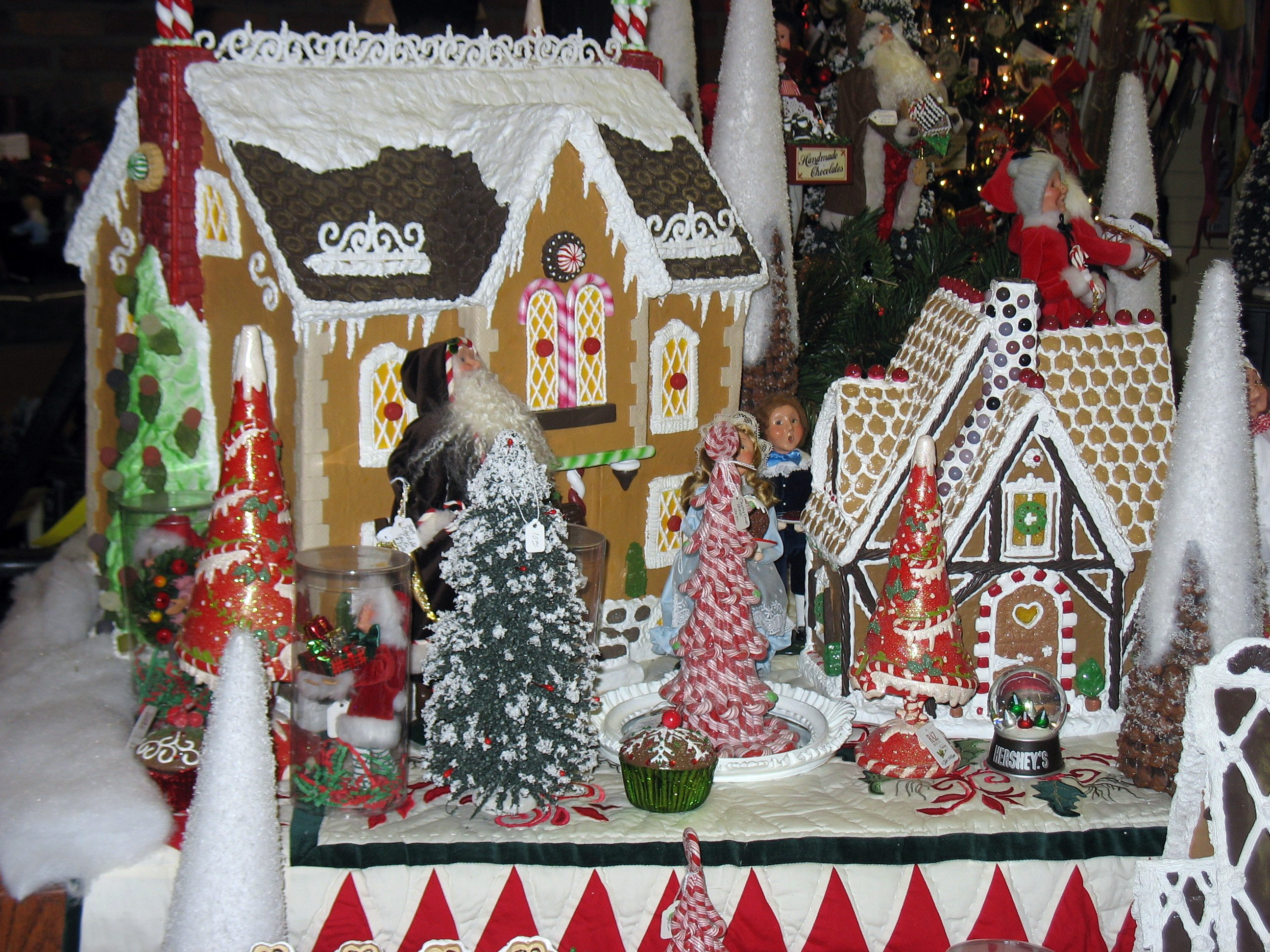
Avec sapins de Noël.
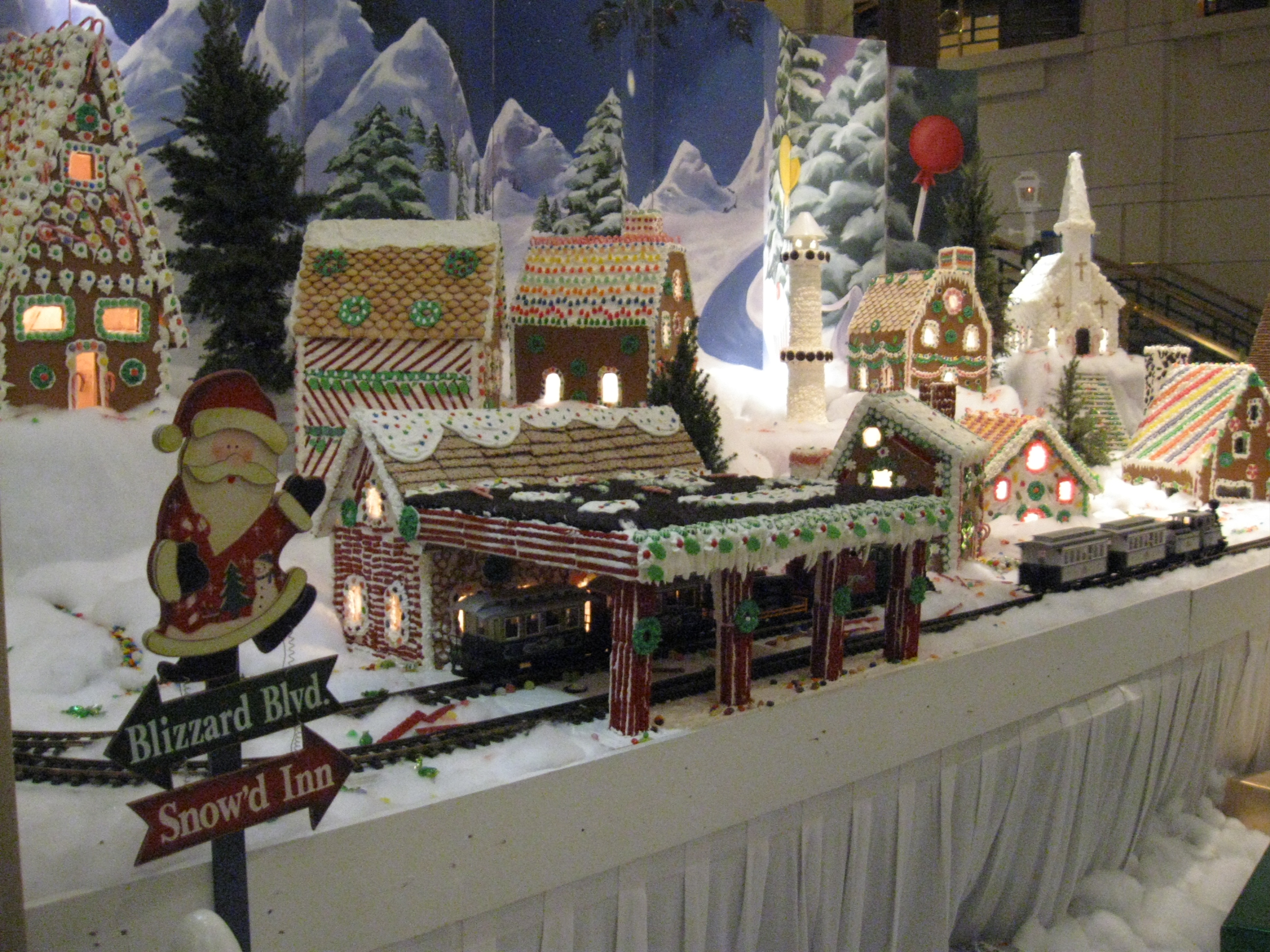
Avec trains en modèle réduit.
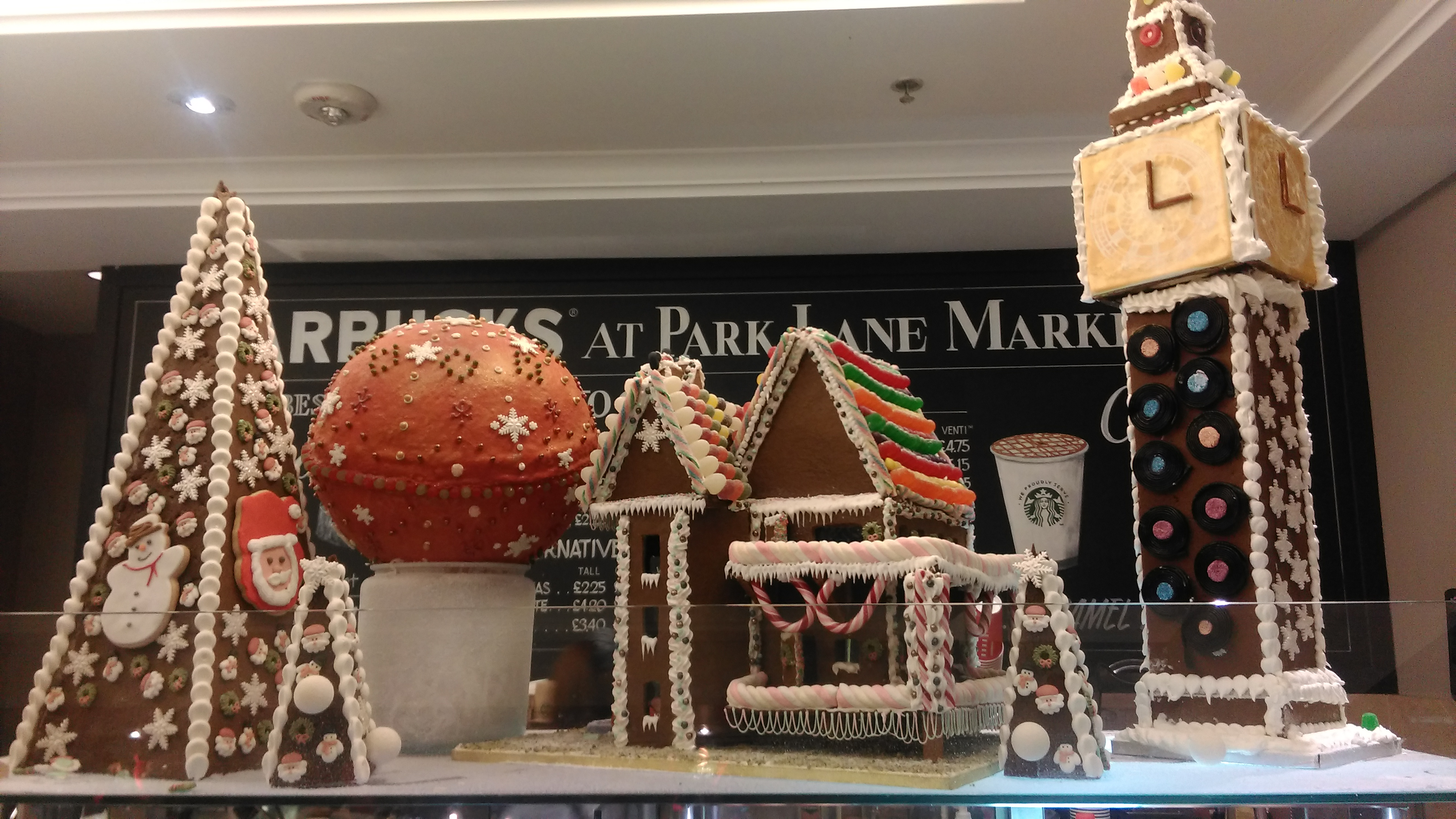
Chalets, sapins de Noël et autres formes.